# Aphrophila amblydonta
Aphrophila amblydonta är en tvåvingeart som beskrevs av Alexander 1971. Aphrophila amblydonta ingår i släktet Aphrophila och familjen småharkrankar. Inga underarter finns listade i Catalogue of Life.